# ديميتري اوبيرلين
ديميتري اوبيرلين (27 سبتمبر 1997 بياوندي في الكاميرون - ) هو لاعب كرة قدم سويسري في مركز الهجوم. شارك مع منتخب سويسرا تحت 16 سنة لكرة القدم ‏ ومنتخب سويسرا تحت 17 سنة لكرة القدم ومنتخب سويسرا تحت 19 سنة لكرة القدم. أما مع النوادي، فقد لعب مع نادي ريد بل سالزبورغ ونادي زيورخ ونادي ليفيرينج.

## وصلات خارجية
- ديميتري اوبيرلين على موقع الاتحاد الأوربي (الإنجليزية)
- ديميتري اوبيرلين على موقع قاعدة بيانات كرة القدم.إي يو (الإنجليزية)
- ديميتري اوبيرلين على موقع ناشيونال فوتبول تيمز (الإنجليزية)
- ديميتري اوبيرلين على موقع Soccerway.com (الإنجليزية)
- ديميتري اوبيرلين على موقع عالم كرة القدم.نت (الإنجليزية)
- ديميتري اوبيرلين على موقع AS.com (الإسبانية)